# Numan Acar
Numan Acar (Kelkit, 7 de octubre de 1974) es un actor y productor cinematográfico turco, reconocido principalmente por su participación en la serie Homeland y en las películas Aladdín y Spider-Man: lejos de casa, ambas de 2019.

## Filmografía

### Cine
| Año  | Título                    | Papel               | Notas |
| ---- | ------------------------- | ------------------- | ----- |
| 2003 | Angelina                  | Murat               | Corto |
| 2003 | Linie X                   |                     | Corto |
| 2004 | Riechen                   | Mann                | Corto |
| 2004 | Kebab Connection          | Schwertkämpfer      |       |
| 2005 | Max and Moritz Reloaded   | Bülent              |       |
| 2006 | 7                         |                     | Corto |
| 2006 | Killing the Shadows       | Trasci Ali          |       |
| 2006 | Lieben                    | Hakan               |       |
| 2006 | Cenneti Beklerken         | Mustafa             |       |
| 2006 | Eve Giden Yol 1914        | Vartolu Settar      |       |
| 2007 | Refugee                   | Azad                |       |
| 2008 | Run for Your Life!        | Salih               |       |
| 2008 | For a Moment, Freedom     |                     |       |
| 2008 | Dot                       |                     |       |
| 2008 | Pure Random               |                     | Corto |
| 2008 | Last Look                 |                     |       |
| 2009 | Fire!                     | Rashid              |       |
| 2009 | The Basement              | Terek               |       |
| 2010 | Time You Change           | Jussuf              |       |
| 2010 | Takiye: Allah yolunda     | Mesut               |       |
| 2010 | The Coming Days           | Botschafter         |       |
| 2011 | Kokowääh                  | Arbeiter Gewerbehof |       |
| 2011 | Labirent                  | Bk44                |       |
| 2012 | Berlin Kaplani            | Hodcha              |       |
| 2012 | Schutzengel               | Reportero           |       |
| 2013 | The Berlin File           | Abdul               |       |
| 2013 | The Immortalizer          | Hassan              | Corto |
| 2014 | Vergrabene Stimmen        | Kaan                |       |
| 2014 | Flying Home               | Karadeniz           |       |
| 2014 | Rosewater                 | Rahim               |       |
| 2014 | The Cut                   | Alpasan             |       |
| 2015 | Point Break               | Portero             |       |
| 2016 | Ali and Nino              | Seyid Mustafa       |       |
| 2016 | The Promise               | Mustafa             |       |
| 2016 | The Great Wall            | Najid               |       |
| 2016 | Sister Moon               | Feuerwolf           | Corto |
| 2017 | In the Fade               | Nuri Sekerci        |       |
| 2018 | 12 Strong                 | Mullah Razzan       |       |
| 2019 | Aladdín                   | Hakim               |       |
| 2019 | Spider-Man: lejos de casa | Dimitri Smerdyakov  |       |

2023 paradise película de Netflix

### Televisión
| Año  | Título                                   | Papel                  | Notas            |
| ---- | ---------------------------------------- | ---------------------- | ---------------- |
| 2003 | Fast Perfekt Verlobt                     |                        | Telefilme        |
| 2003 | Nach so vielen Jahren                    |                        | Telefilme        |
| 2003 | Mit einem Rutsch ins Glück               | Tango lehrer           | Telefilme        |
| 2005 | Die Gerichtsmedizinerin                  | Metzger                | 1 episodio       |
| 2006 | SOKO Kitzbühel                           |                        | 1 episodio       |
| 2006 | Freunde für immer                        |                        | 1 episodio       |
| 2007 | Dr. Psycho                               | Jugo                   | 2 episodios      |
| 2007 | CÖT                                      | Mahir                  | 1 episodio       |
| 2007 | Menekşe ile Halil                        | Mehmet                 | 1 episodio       |
| 2008 | Bible Code                               | Victor                 | Telefilme        |
| 2008 | Alarm für Cobra 11 – Die Autobahnpolizei | Hassan                 | 1 episodio       |
| 2009 | Lasko – Die Faust Gottes                 | Prinz Jamal al Raschid | 1 episodio       |
| 2011 | Homicide Unit Istanbul                   | Cemil                  | 1 episodio       |
| 2011 | Mother 007                               | Jussuf                 | Telefilme        |
| 2011 | Nina sieht es ...!!!                     | Santini                | Telefilme        |
| 2011 | Männer ticken, Frauen anders             | Recepcionista          | Telefilme        |
| 2012 | Cologne P.D.                             | Darko                  | 1 episodio       |
| 2012 | Blutadler                                | Mamoot                 | Telefilme        |
| 2013 | Achtung Polizei!                         | Taifun                 | Telefilme        |
| 2014 | Homeland                                 | Haissam Haqqani        | Papel recurrente |
| 2015 | Crossing Lines                           | Borz Dudayev           | 1 episodio       |
| 2017 | Prison Break                             | Abu Ramal              | 3 episodios      |
| 2018 | Jack Ryan                                | Tony                   | 1 episodio       |